# Posolcz (Litwa)
Posolcz (lit. Pašalčis) − wieś na Litwie, w okręgu wileńskim, w rejonie solecznickim, w gminie Gierwiszki. W 2011 roku liczyła 47 mieszkańców.
Miejscowość leży nad Solczą, przy granicy z Białorusią. Na drugim brzegu rzeki, po stronie białoruskiej, znajduje się miejscowość o takiej samej nazwie.